# اسمعني أتحرك (فلم)
اسمعني أتحرك (بالإنجليزية: Hear Me Move)، هُو فيلم جنوب أفريقي صدر سنة 2014.

## وصلات خارجية
- مقالات تستعمل روابط فنية بلا صلة مع ويكي بيانات